# Mary Gordon
Mary Catherine Gordon, född 8 december 1949 i Far Rockaway i New York, är en amerikansk författare, främst känd för sina romaner, memoarer och litteraturkritik.
Gordon föddes i Far Rockaway i New York, som dotter till Anna Gagliano Gordon och David Gordon.
Hon studerade vid Barnard College där hon tog examen 1971 och vid Syracuse University där hon tog examen 1973. Under 1980-talet bodde Gordon en tid i New Paltz. Hon och hennes man, Arthur Cash, bor i New York och Hope Valley i Rhode Island. De har två vuxna barn. Gordon är Professor i engelsk litteratur vid Barnard College.

## Litterära verk

### Romaner
- Final Payments (1978)
- The Company of Women (1981)
- Men and Angels (1985)
- The Other Side (1989)
- Spending (1998)
- Pearl (2005)

### Novellsamlingar
- The Rest of Life: Three Novellas (1994)
- Temporary Shelter (1987)
- The Stories of Mary Gordon (2006)

### Facklitteratur
- Memoarer
  - The Shadow Man: A Daughter's Search For Her Father (1996)
  - Seeing Through Places: Reflections on Geography and Identity (2000)
  - Circling My Mother: A Memoir (2007)

- Essäer
  - Good Boys and Dead Girls, and Other Essays (1991)

- Biografi
  - Joan of Arc (2000)

### Utgivet på svenska
- Uppgörelsen 1978 (översättning: Ulla Berg)
- Bland kvinnor 1982 (översättning: Rose-Marie Nielsen)
- Människor och änglar 1986 (översättning: Rose-Marie Nielsen)